# Groupe de la base ouest
Le « groupe de la base ouest » (en anglais : Western Base party) est une composante de l'expédition antarctique australasienne (1911-1914) qui a exploré des régions côtières de l'Antarctique encore inexplorées.

## Histoire
- Barrière de Shackleton

Barrière de Shackleton

Le chef de l'équipe est Frank Wild et le groupe comprend notamment le géologue Charles Hoadley. Le groupe de huit hommes est déposé par l'Aurora sur la barrière de Shackleton dans la Terre de la Reine-Mary. Le groupe explore également la Terre Guillaume II.
Parmi les découvertes du groupe : l'île Adams, la baie des Vents, le cap Hoadley, le cap Penck, le cap Hordern, le glacier Denman, l'île Pobeda, la baie Farr, l'île Henderson, l'île Hippo, le glacier Scott, le mont Sandow et le mont Amundsen. Avec certitude depuis l'expédition Gauss (1901-1903), l'île Drygalski est identifiée.